# Eustrotia acroleuca
Eustrotia acroleuca är en fjärilsart som beskrevs av Turner 1945. Eustrotia acroleuca ingår i släktet Eustrotia och familjen nattflyn. Inga underarter finns listade i Catalogue of Life.